# Lyudmyla Dzhyhalova
Lyudmyla Stanislavivna Dzhyhalova (em ucraniano:  Людмила Станіславівна Джигалова) (Kharkov, 22 de janeiro de 1962) é uma ex-atleta e campeã olímpica soviética, especializada nos 400 m rasos.
Nascida na Ucrânia, por quase toda sua carreira participou de competições internacionais pela União Soviética. Em Seul 1988, integrou o revezamento 4X400 m que disputou e venceu os Jogos, mas apenas nas eliminatórias da prova, sendo substituída por Tatyana Ledovskaya na final.
Em agosto de 1991, ganhou a medalha de ouro integrando o revezamento soviético no Campeonato Mundial de Tóquio. Com a desintegração da URSS em fins de 1991, ela integrou a Equipe Unificada da Comunidade dos Estados Independentes aos Jogos Olímpicos de Barcelona em 1992. Participou do revezamento 4X400 m que conquistou a medalha de ouro nestes Jogos, junto com  Olga Bryzgina, Yelena Ruzina e Olga Nazarova, tornando-se campeã olímpica.
Em agosto de 1993, no dia de abertura do Campeonato Mundial de Atletismo de Stuttgart, em que ela iria participar dos 400 m e do 4X400 m pela Ucrânia, testes feitos dias antes em Kiev apontaram a presença de esteróides em seu organismo. Ela foi afastada da equipe, do evento, e recebeu um banimento de quatro anos do atletismo o que a fez encerrar a carreira.